# Гаттузо, Себастьян
Себастьян Гаттузо (фр. Sébastien Gattuso; 28 июня 1971, Ментона, Приморские Альпы, Прованс-Альпы-Лазурный берег) — спортсмен из Монако, выступает в лёгкой атлетике на стометровой дистанции и в бобслее.

## Бобслей
На зимних Олимпийских играх 2002 года принимал участие в соревнованиях по бобслею, финишировал 22-м в двойке и 28-м в четвёрке.
В 2010 году принял участие в Олимпийских играх в Ванкувере, участвовал только в двойке и занял 19 место.
В 2014 году Гаттузо участвовал Олимпийских играх в Сочи, где финишировал двадцать первым в программе мужских двухместных экипажей.

## Лёгкая атлетика
Во время участия в Летних Олимпийских играх 2004 года стал седьмым в забеге на сто метров в 1 раунде, пробежав дистанцию за 10,58 секунды. Однако этот результат не позволил ему продолжить участие в соревнованиях. Вместе с тем этот результат стал рекордом в беге на 100 метров в Монако и личным рекордом спортсмена. На церемонии открытия Олимпиады на него была возложена честь быть знаменосцем сборной Монако.
Кроме Олимпиады 2004 года Гаттузо участвовал в чемпионате Европы по лёгкой атлетике в 2002 году в Мюнхене, в чемпионате мира по лёгкой атлетике в 2003 году во Франции, в Чемпионате мира по лёгкой атлетике в помещении в 2004 и 2007 годах. Ни в одном из соревнований ему не удалось пройти в финал.
На летних Олимпийских играх 2008 года занял 6-е место в своём забеге (10,70 секунды), что не позволило ему продолжить участие.
Его лучшее время на дистанции в 100 метров (10,53 секунд) было показано в Дижоне в июле 2007 года. Этот результат стал новым национальным рекордом Монако. Кроме этого Себастьяну Гаттузо принадлежат национальные рекорды в дистанциях на 60 метров (6,94 секунд), 200 метров (21,89) и в толкании ядра .

## Личные рекорды
60 метров: 6.94 (2008)
100 метров: 10.53 (2007)
200 метров: 21.89 (2003)
Толкание ядра: 10.98 (2005)